# Cataratas de Mantayupan
Las Cataratas de Mantayupan se encuentran en Cebú, en las Filipinas. Localizadas cerca del extremo este de la carretera de Carcar-Barili donde se conecta con la carretera nacional. Las caídas tienen aproximadamente 200 pies de altura, pero no tienen una caída directa. Piscinas y corrientes de varias alturas se encuentran en su cuenca. La cascada es una de las tres principales atracciones turísticas de los barangay interiores de Barili.